# 巨野県
巨野県（きょや-けん）は、中華人民共和国山東省菏沢市に位置する県。

## 行政区画
- 街道：鳳凰街道、永豊街道
- 鎮：竜固鎮、大義鎮、柳林鎮、章縫鎮、大謝集鎮、独山鎮、麒麟鎮、核桃園鎮、田荘鎮、太平鎮、万豊鎮、陶廟鎮、董官屯鎮、田橋鎮、営里鎮